# Uckerland
Uckerland là một đô thị ở huyện Uckermark, bang Brandenburg, Đức. Đô thị này có diện tích 166,19 km², dân số thời điểm 31 tháng 12 năm 2006 là 3341 người.

Wolfshagen
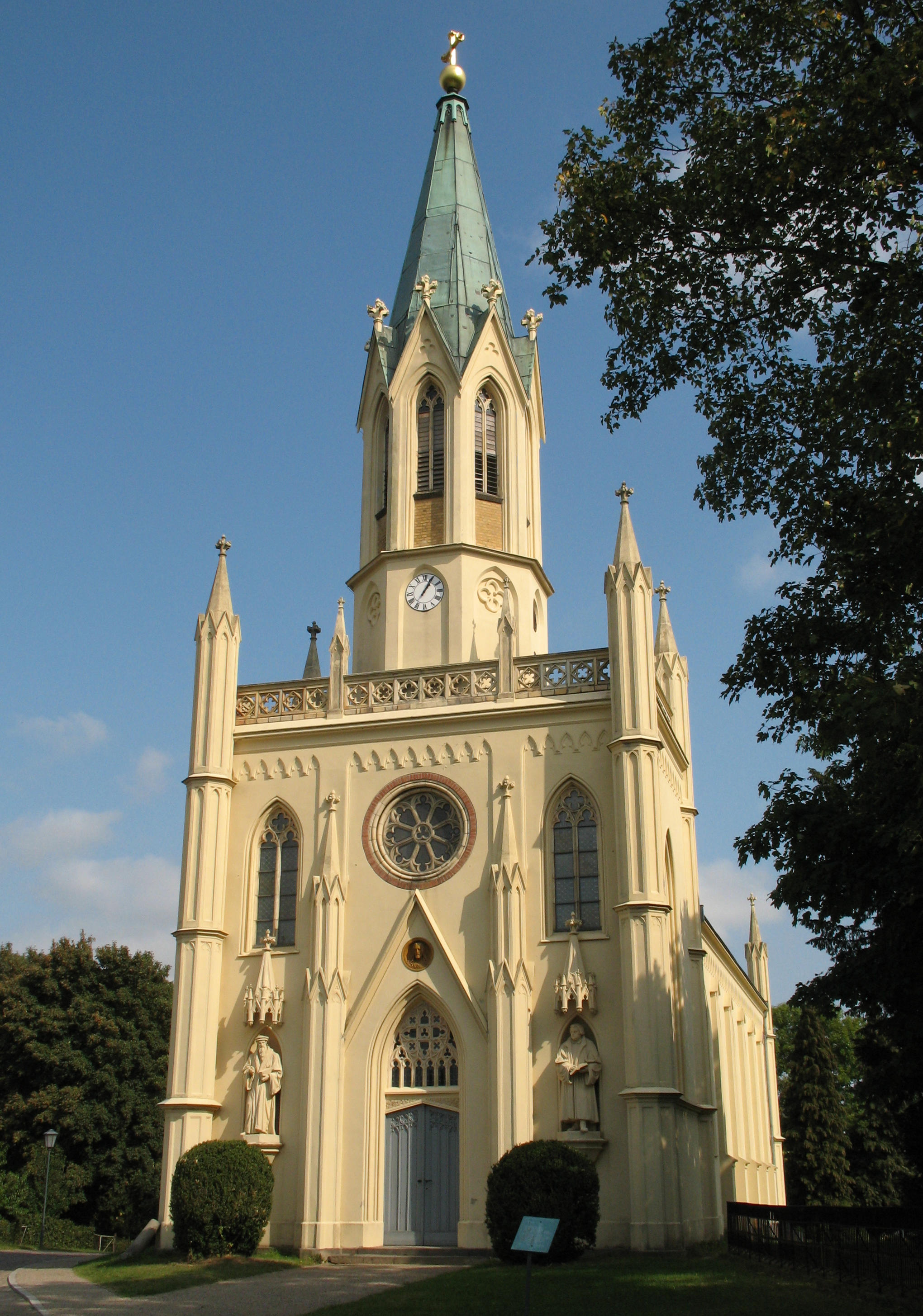
Nhà thờ
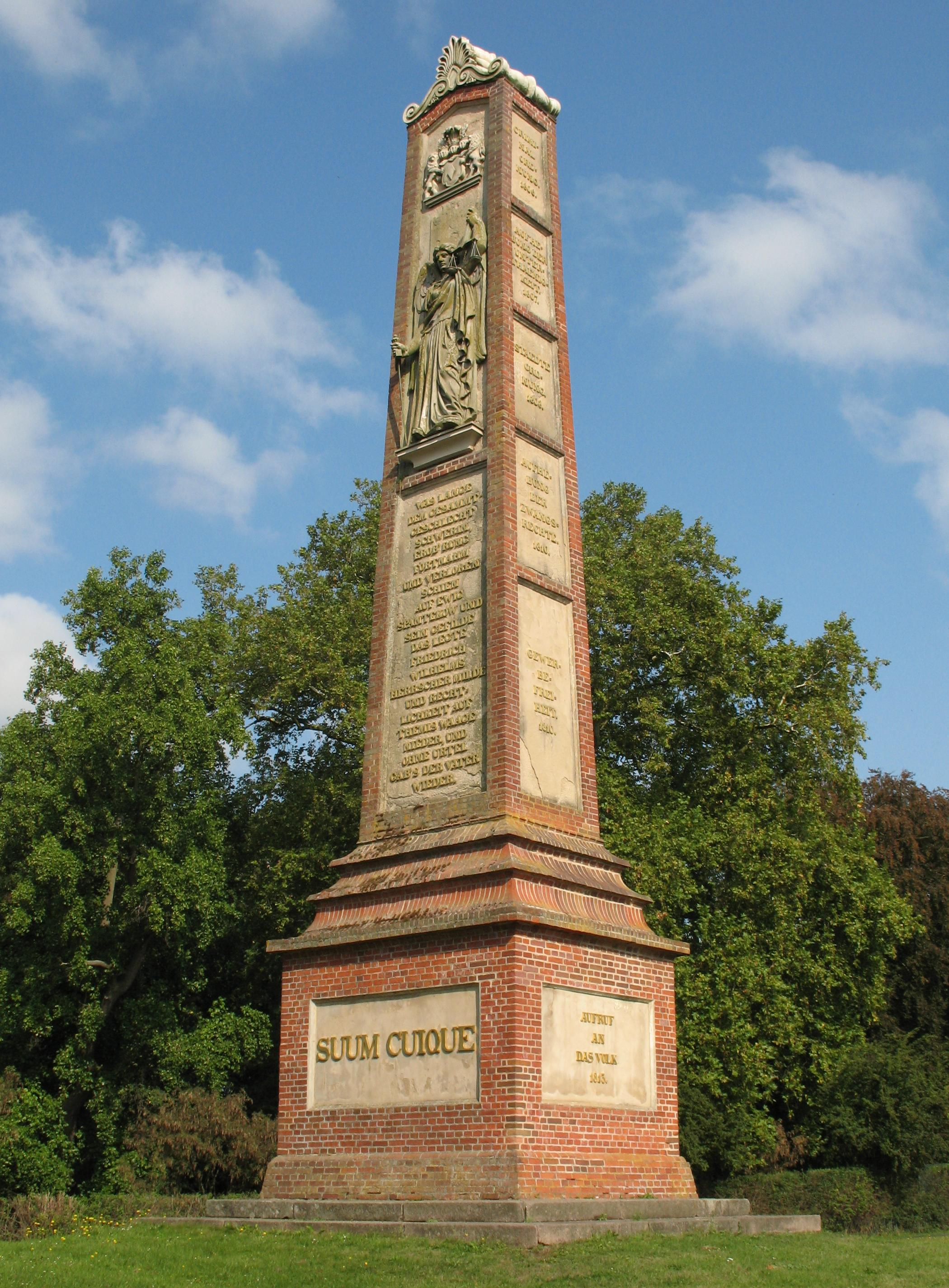
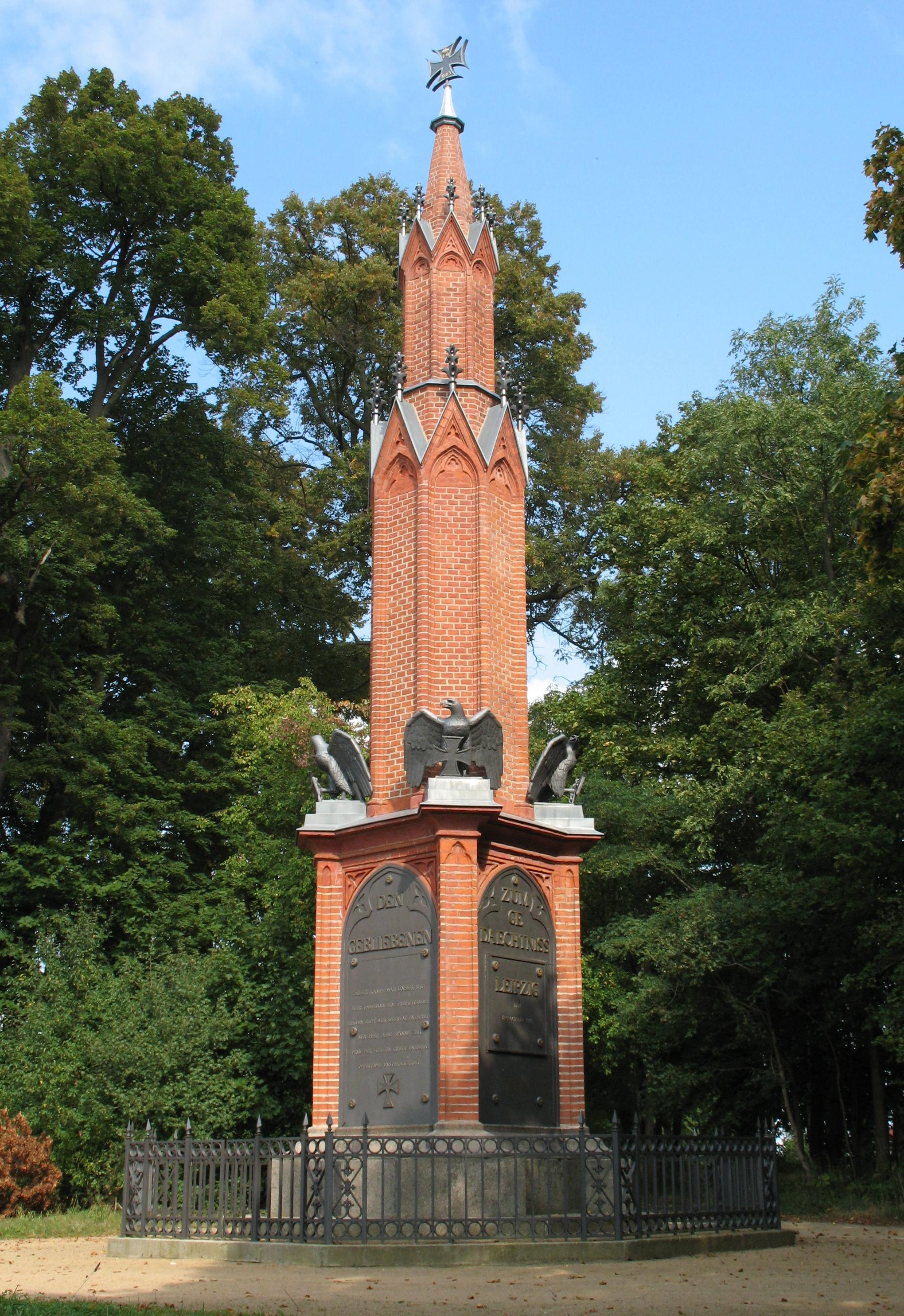
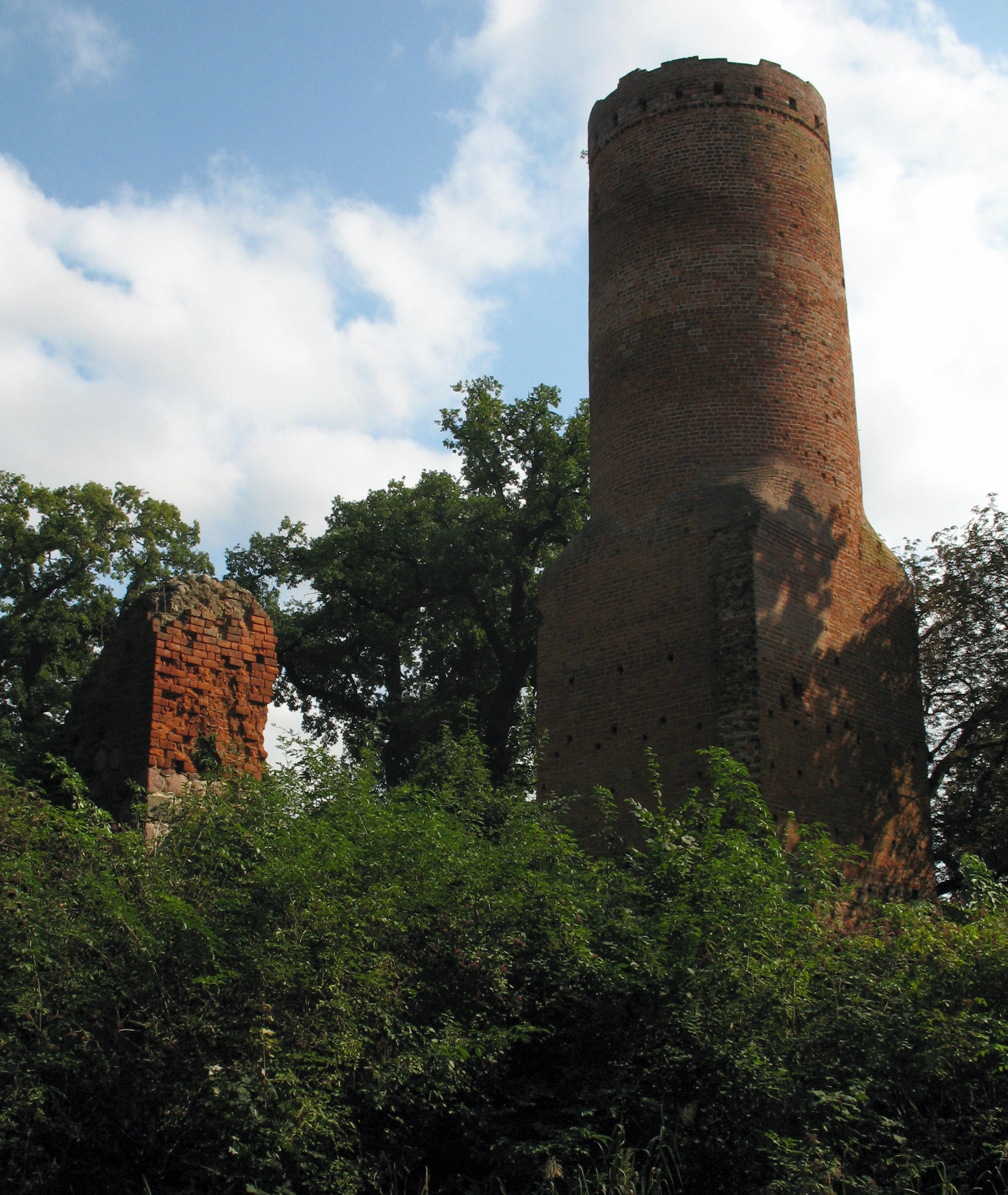
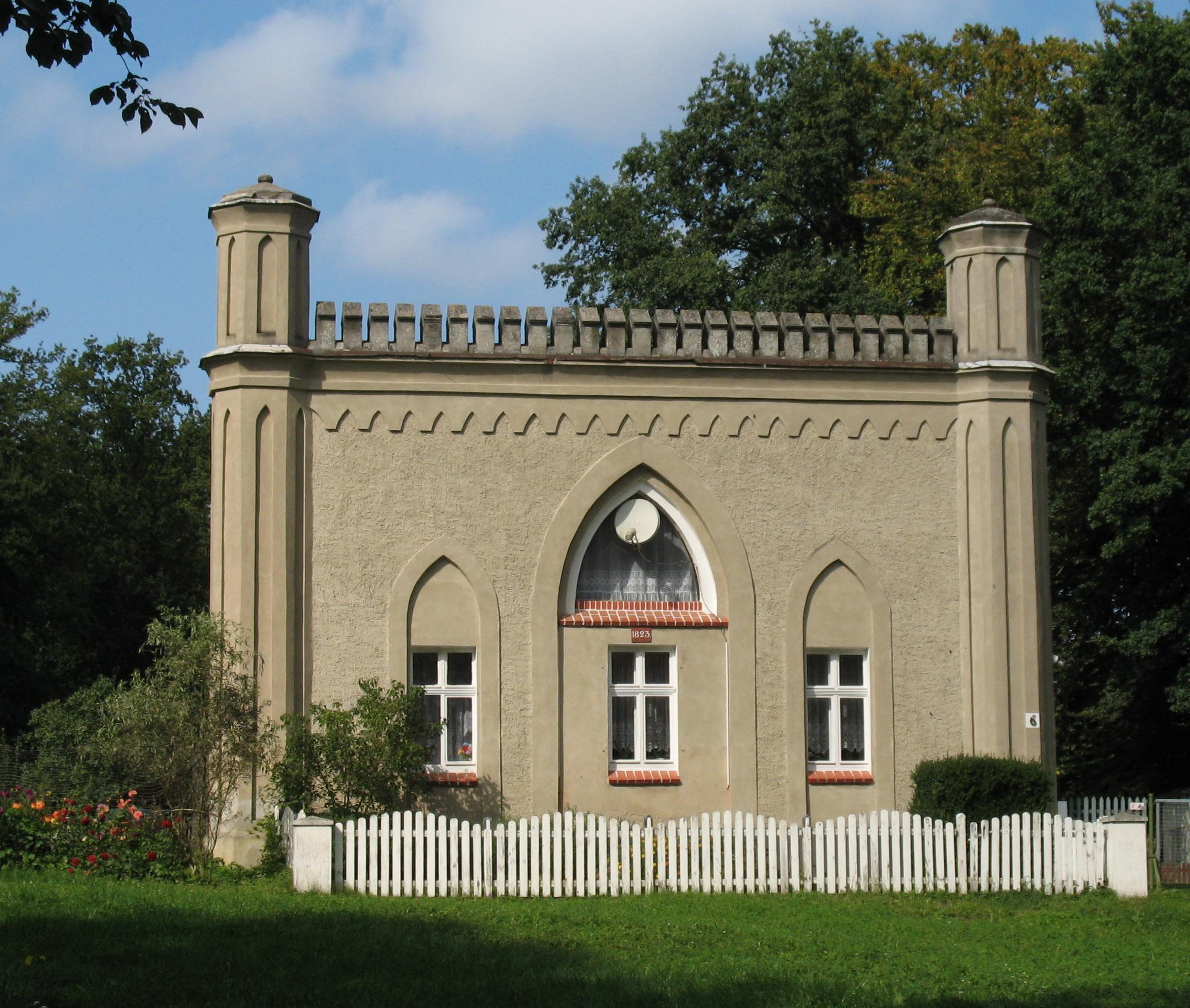
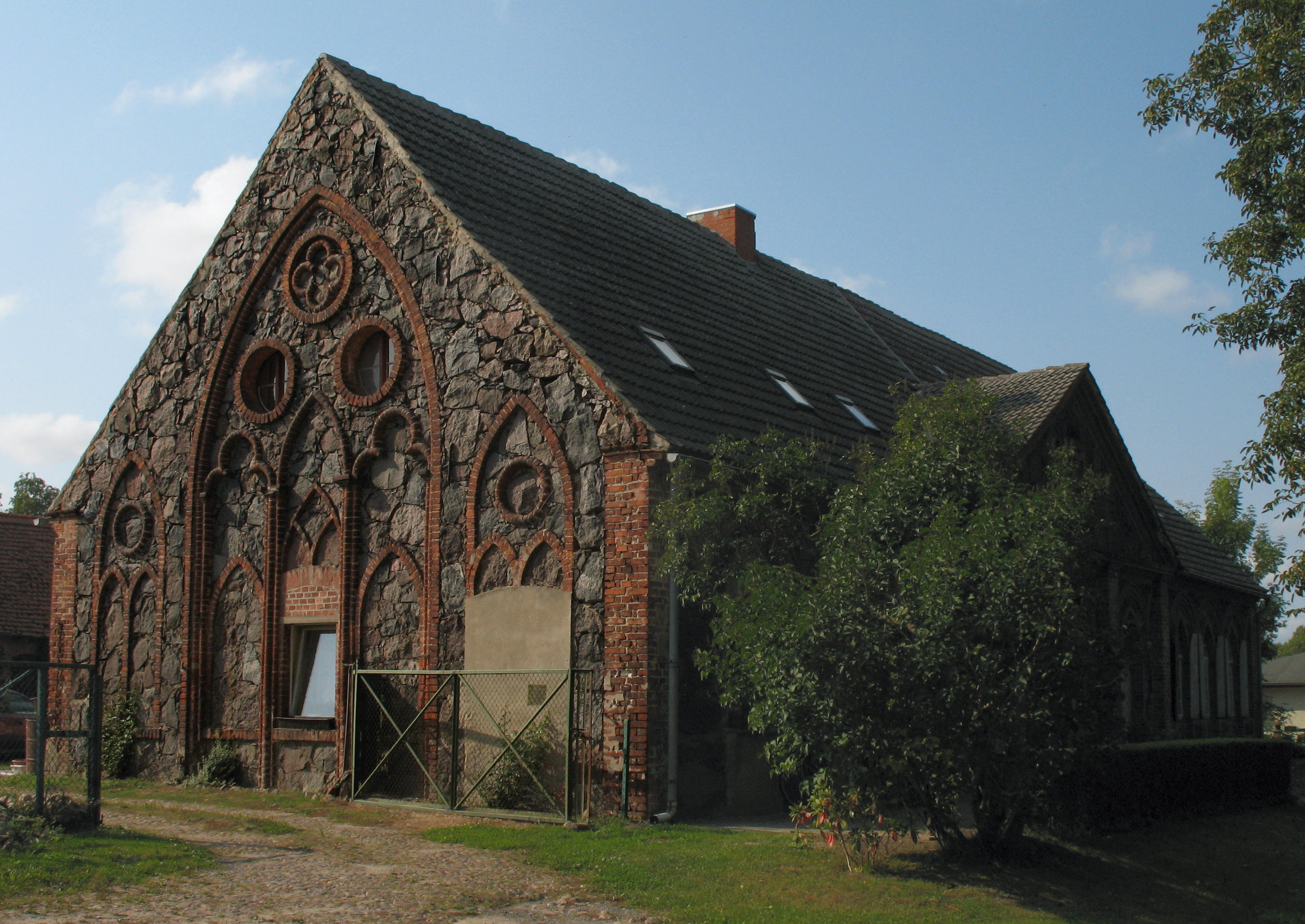